# 义清公主
义清公主（?—?），唐朝公主，是中国唐朝第八代皇帝唐代宗李豫之女。她的生母不详，史书仅仅记载了她的封号义清公主，义清公主嫁给了秘书少监柳杲。柳杲是唐肃宗之女和政公主和驸马柳潭的儿子。  